# Havranec
Havranec, russinisch Гавранець/Hawranez (bis 1927 slowakisch auch „Gavranec“; ungarisch Kishollód – bis 1907 Gavranyec) ist eine Gemeinde im Nordosten der Slowakei mit 15 Einwohnern (Stand 31. Dezember 2024), die im Okres Svidník, einem Kreis des Prešovský kraj, sowie in der traditionellen Landschaft Šariš liegt.

## Geographie

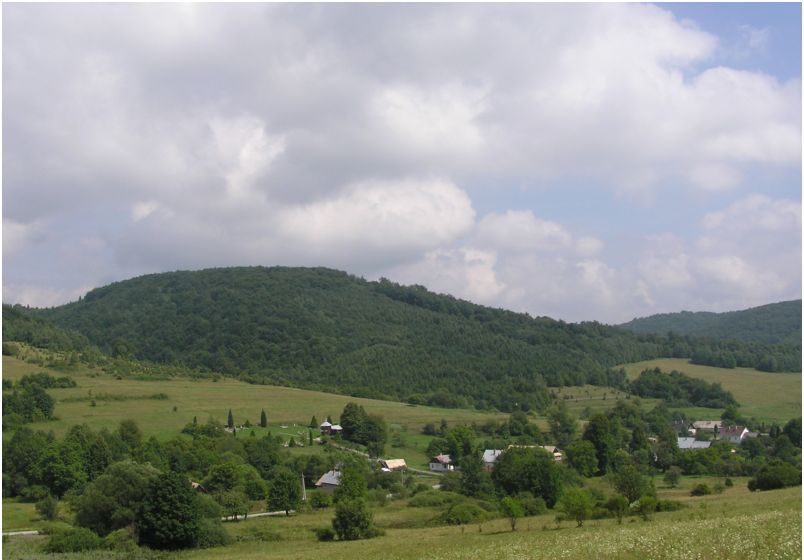
Havranec

Die Gemeinde befindet sich in den Niederen Beskiden im Bergland Laborecká vrchovina sowie im Landschaftsschutzgebiet Východné Karpaty, im Quellbereich des Baches Svidničanka im Einzugsgebiet der Ondava, unweit der Staatsgrenze zu Polen. Der höchste Punkt des Gemeindegebiets ist der Filipovský vrch (auch Pilipivský vrch) mit 701 m n.m. Das Ortszentrum liegt auf einer Höhe von 375 m n.m. und ist 14 Kilometer von Svidník entfernt (Straßenentfernung).
Nachbargemeinden sind Krempna (Ortschaften Ciechania und Huta Polańska, PL) im Nordwesten und Norden, Dlhoňa im Osten, Südosten und Süden, Vápeník im Südwesten und Kečkovce im Westen.

## Geschichte
Havranec wurde zum ersten Mal 1618 als Gawriniecz schriftlich erwähnt und war Teil der Herrschaft von Makovica. Das Gemeindegebiet umfasste dichte Wälder.
1787 hatte die Ortschaft acht Häuser und 58 Einwohner, 1828 zählte man 10 Häuser und 79 Einwohner, die als Schindler und Waldarbeiter tätig waren.
Bis 1918 gehörte der im Komitat Sáros liegende Ort zum Königreich Ungarn und kam danach zur Tschechoslowakei beziehungsweise zur heutigen Slowakei. Im Zweiten Weltkrieg erlitt der Ort erhebliche Schäden. Nach dem Zweiten Weltkrieg waren die Landwirte privat organisiert.

## Bevölkerung
| Jahr                | 1994 | 2004     | 2014  | 2024     |
| ------------------- | ---- | -------- | ----- | -------- |
| Anzahl der Personen | 13   | 10       | 13    | 15       |
| Unterschied         |      | −23,07 % | +30 % | +15,38 % |

| Jahr                | 2023 | 2024    |
| ------------------- | ---- | ------- |
| Anzahl der Personen | 14   | 15      |
| Unterschied         |      | +7,14 % |

Gemäß der Volkszählung 2011 wohnten in Havranec 12 Einwohner, davon acht Slowaken und vier Russinen.
Fünf Einwohner bekannten sich zur griechisch-katholischen Kirche, vier Einwohner zur orthodoxen Kirche und ein Einwohner zur römisch-katholischen Kirche. Zwei Einwohner waren konfessionslos.

## Bauwerke
- griechisch-katholische Holzkirche Himmelfahrt des Herrn[6]

## Verkehr
In Havranec endet die Cesta III. triedy 3540 („Straße 3. Ordnung“) von Svidnička und Dlhoňa heraus.